# O’Reilly Open Source Convention

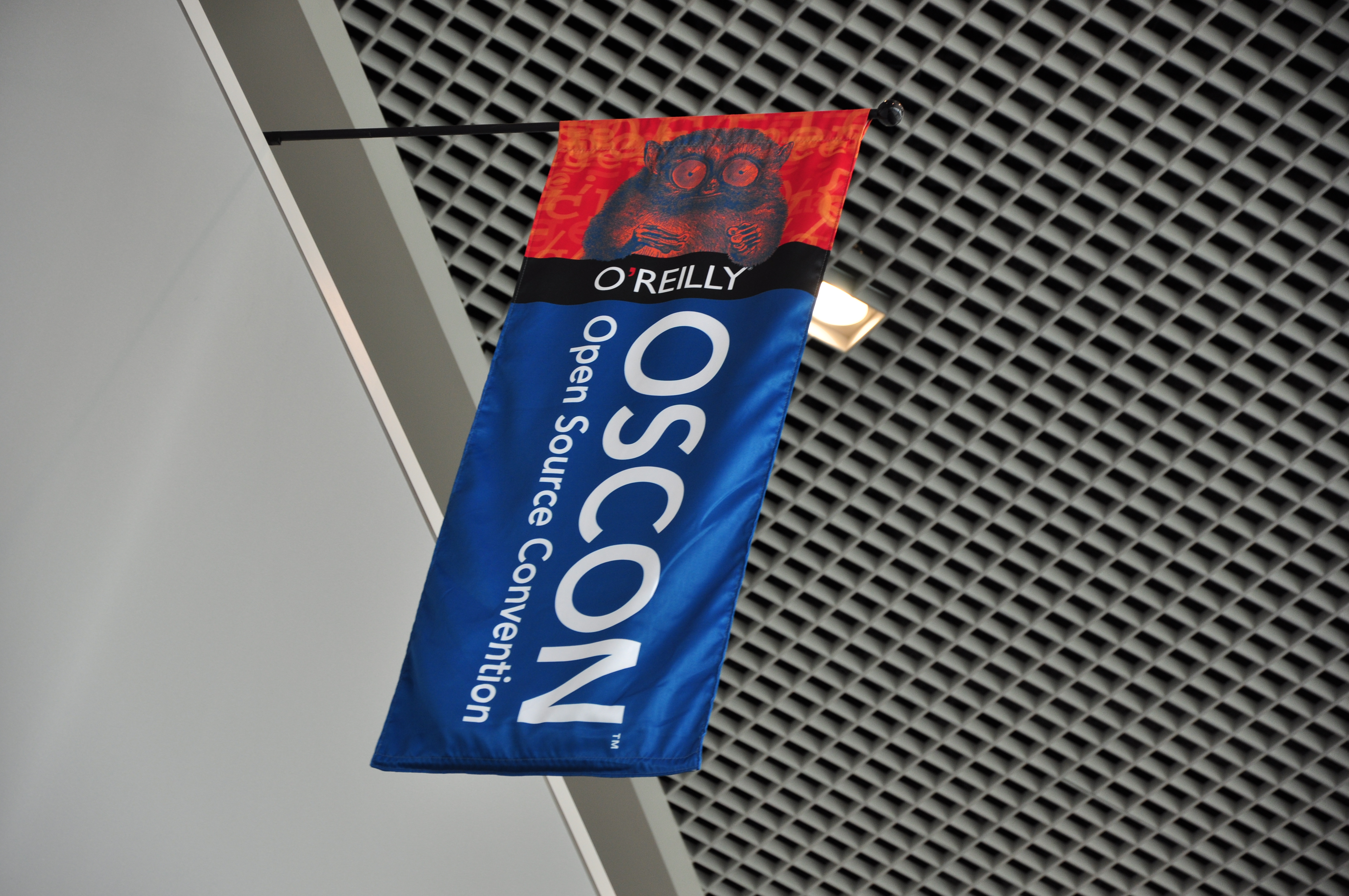
OSCON

Die O’Reilly Open Source Convention (kurz OSCON) ist eine der meistbesuchten Konferenzen für Entwickler quelloffener Software. Sie wird vom O’Reilly Verlag organisiert und findet jährlich an vier aufeinander folgenden Werktagen gegen Ende Juli in Portland, Oregon statt.

## Geschichte
Die OSCON wurde ursprünglich von Tim O’Reilly als The Perl Conference (TPC) gegründet, um Perl-Entwicklern eine direkte Begegnung und geistigen Austausch in großem Rahmen anzubieten und ihnen dabei die Publikationen seines Verlages vorzustellen. Sie wurde ab 1997 in San Diego abgehalten und wurde zwei Jahre später Teil einer größeren Konferenz, die generell quelloffene Software zum Thema hat. Im Jahr 2003 zog die Konferenz nach Portland um und in den Jahren 2005 und 2006 fand Ende September in Amsterdam und Brüssel eine Schwesterkonferenz namens EuroOSCON statt.
| Jahr | Datum               | Konferenzort           |
| ---- | ------------------- | ---------------------- |
| 2019 | 15.–18. Juli 2019   | Portland, Oregon       |
| 2018 | 16.–19. Juli 2018   | Portland, Oregon       |
| 2017 | 8.–11. Mai 2017     | Austin, Texas          |
| 2016 | 16.–19. Mai 2016    | Austin, Texas          |
| 2015 | 20.–24. Juli 2015   | Portland, Oregon       |
| 2014 | 20.–24. Juli 2014   | Portland, Oregon       |
| 2013 | 22.–26. Juli 2013   | Portland, Oregon       |
| 2012 | 16.–20. Juli 2012   | Portland, Oregon       |
| 2011 | 25.–29. Juli 2011   | Portland, Oregon       |
| 2010 | 19.–23. Juli 2010   | Portland, Oregon       |
| 2009 | 20.–24. Juli 2009   | San José, Kalifornien  |
| 2008 | 21.–25. Juli 2008   | Portland, Oregon       |
| 2007 | 23.–27. Juli 2007   | Portland, Oregon       |
| 2006 | 24.–28. Juli 2006   | Portland, Oregon       |
| 2005 | 1.–5. August 2005   | Portland, Oregon       |
| 2004 | 26.–30. Juli 2004   | Portland, Oregon       |
| 2003 | 7.–11. Juli 2003    | Portland, Oregon       |
| 2002 | 22.–26. Juli 2002   | San Diego, Kalifornien |
| 2001 | 22.–26. Juli 2001   | San Diego, Kalifornien |
| 2000 | 17.–20. Juli 2000   | Monterey, Kalifornien  |
| 1999 | 21.–24. August 1999 | Monterey, Kalifornien  |

## Vorträge
Die Vorträge konzentrieren sich vor allem auf das Umfeld des Betriebssystems Linux, der Sprachen
PHP, Perl, Python, Ruby, Java, Datenbanken wie MySQL, Webanwendungen sowie Anwendungsprogrammen. Meist sind die Vortragenden die Leiter der entsprechenden Projekte oder führende Köpfe in ihrem Gebiet. Es finden bis zu fünf Vorträge parallel in sogenannten tracks oder channels statt.